# Сёмочкин, Евгений Юрьевич
Евгений Юрьевич Сёмочкин (род. 12 августа 1981) — белорусский самбист и дзюдоист, чемпион (2006, 2010) и серебряный призёр (2003, 2005) чемпионатов Беларуси по дзюдо, бронзовый призёр этапа Кубка мира по дзюдо 2010 года, серебряный (2007, 2009, 2010) и бронзовый (2011, 2013, 2014) призёр чемпионатов Европы по самбо, бронзовый призёр чемпионатов мира по самбо 2006, 2009, 2010, 2012 и 2015 годов, победитель (2013), серебряный (2008) и бронзовый (2015) призёр розыгрышей Кубка мира по самбо, серебряный призёр Всемирных игр ТАФИСА 2008 года, победитель и призёр международных турниров по самбо, мастер спорта Республики Беларусь международного класса. По самбо выступал в полутяжёлой (до 90 кг) и тяжёлой (до 100 кг) весовых категориях. В 2004 году окончил Гомельский инженерный институт, работает в Гомельском филиале МЧС Беларуси.

## Чемпионаты Беларуси
- Чемпионат Беларуси по дзюдо 2003 года — ;
- Чемпионат Беларуси по дзюдо 2005 года — ;
- Чемпионат Беларуси по дзюдо 2006 года — ;
- Чемпионат Беларуси по дзюдо 2010 года — ;